# Srpska kolonizacija Kosova u Kraljevini Jugoslaviji
Kolonizacija Kosova nealbanskim stanovništvom, a prvenstveno Srbima bio je planski sprovođen proces od beogradske vlade u razdoblju između dva svjetska rata.
Kolonizacija je započela odmah nakon pripajanja Kosova Kraljevini Srbiji i dijelova Metohije Kraljevini Crnoj Gori u prvome balkanskom ratu 1912. i nastavljena je tijekom razdoblja Kraljevine Jugoslavije, od 1918. do 1941. godine. Kolonizacija Kosova imala je naglašeno nacionalnu notu i njome je „anacionalni element” (Albanci) trebalo zamijeniti „zdravim nacionalnim elementom” (Srbima i Crnogorcima). Usporedno sa srpskom kolonizacijom, tekao je proces prisilnoga iseljavanja Albanaca s Kosova. Između 1912. i 1941. godine, na Kosovo je naseljeno između 60.000 i 65.000 kolonista. Više od 90% ukupnog broja kolonista činili su Srbi iz raznih krajeva Jugoslavije (uključujući i Crnogorce).
Kolonizacija novih krajeva provodila se zajedno s agrarnom reformom. Agrarna reforma imala je za cilj likvidaciju feudalnih odnosa i uspostavljanje pretpostavki za razvoj kapitalizma, dok je kolonizacija imala za cilj izmjenu demografske slike Kosova u korist Srba. Pritom je i agrarna reforma imala etničko-religijski aspekt, jer je imovina bivših muslimanskih zemljoposjednika uglavnom prelazila u ruke Srba.
Kolonizacija Kosova se uglavnom smatra neuspjelim projektom, jer nije zadovoljila ni državu ni naseljenike, ni starosjedioce. Rezultati nove etničke karte su poništeni Drugim svjetskim ratom, kada je Kosovo priključeno Albaniji, a većina kolonista protjerana nazad u Srbiju i Crnu Goru. Po završetku rata, nekim kolonistima zabranjen je povratak na Kosovo. 
Događaji vezani za kolonizaciju Kosova umnogome su doprinijeli rastu srpsko-albanskog sukoba.

## Kronologija
Tijekom balkanskih ratova, Kosovo i Metohija pripojeni su Srbiji i Crnoj Gori. I pored masovnih prisilnih iseljenja kosovskih Albanaca (od 1912. – 1914. je iseljeno 281.747 ljudi), oni su i dalje na Kosovu činili većinu stanovništva. Crna Gora i Srbija nastojale su mjerama kolonizacije utjecati na izmjenu etničke slike Kosova. Crna Gora je već krajem 1912. godine počela naseljavati svoje državljane na teritorij zapadne Metohije. Tijekom Prvoga svjetskog rata ti su se naseljenici povukli u Crnu Goru, da bi se nakon rata vratili na dobivena imanja.
Nakon Prvoga svjetskog rata i stvaranja Kraljevine SHS, beogradska vlada započela je opsežan program kolonizacije Kosova, dajući prednost bivšim vojnicima ili pripadnicima četničkih odreda. Namjera je bila naseljavanje „nacionalno zaslužnih i provjerenih elemenata”, tj. ratni dragovoljci, četnici, žandari, graničari, optanti, izbjeglice i partijski aktivisti. Kolonisti su redovno opskrbljivani oružjem preko Saveza agrarnih zadruga. U brdovita albanska naselja kolonizirani su najprije Crnogorci, jer se smatralo da su bili kulturno najsličniji Albancima. Osim toga, oni su se bez mnogo straha useljavali u zaplijenjene kuće kačaka „ne brinući mnogo ni o mogućoj osveti, niti o tapijama”. Kolonisti su u početku masovno dobivali zemlju koja je oduzimana od vlasnika s propisnim papirima. Veliki broj kolonista useljen je u kuće Albanaca koji su prinudno iseljeni. Oduzimanje zemlje Albancima dovodi do pobuna čitavih sela, pa čak i intervencije vojske. Tijekom čitavog razdoblja kolonizacije, beogradska vlast morala se nositi s oružanim otporom albanskih kačaka, koji su se borili protiv uspostavljanja srpske vlasti.
Između 1919. i 1927. godine na Kosovu i Metohiji osnovano je 245 novih srpskih naselja. Samo u jesen 1931. u Metohiji je naseljeno 1.400 obitelji iz Crne Gore: podignute su im tipske kuće i dodijeljeno više od 20.000 ha zemlje između puta Prizren–Đakovica–Peć i rijeke Drim. Za koloniste je podignuto 11.273 kuće na Kosovu do kraja 1935. godine. Od 1936. godine započeo je novi val oduzimanja zemlje od Albanaca u pograničnim krajevima, pri čemu im je ostavljano svega 0,4 ha po članu domaćinstva, dok su naseljeničke obitelji imale u prosjeku 8 ha zemlje. Vlasti su na ovaj način pokušavale uništiti osnov albanske egzistencije i prisiliti ih na iseljavanje, čime je pojačano anti-državno raspoloženje kod Albanaca.
Srbizacija Kosova nastavila se sve do 1941. godine i na taj način stvorene su mnoge srpske enklave na Kosovu i Metohiji, između ostalih: Kosovo Polje, Obilić, Hercegovo, Orlović, Devet Jugovića, Lazarevo, Gornji Svračak, Donji Svračak, Jezero, Lug, Novo Rujce, Staro Gracko i dr. Nove kolonije su osnivane uglavnom u blizini glavnog puta, koji vodi Kosovom od juga prema sjeveru. Postojala je namjera da se ratni dobrovoljci naseljavaju uz važne strateške punktove, prvenstveno u Metohiji, Drenici, dojranskom i maleškom srezu. Do 1939. godine naseljeno je oko 54.000 kolonista, od čega 49.000 Srba (uključujući i Crnogorce), oko 4.500 Hrvata i oko 150 Slovenaca. Ukupan broj naseljenika, prema agrarnom povjereništvu u kojem su bili prijavljeni, dat je u sljedećoj tablici:
| KOLONIZACIJA KOSOVA  |                  |        |        |        |        |        |        |
| agrarno povjerenstvo | broj naseljenika |        |        |        |        |        |        |
| Uroševac             | 15.381           |        |        |        |        |        |        |
| Đakovica             | 15.824           |        |        |        |        |        |        |
| Prizren              | 3.084            |        |        |        |        |        |        |
| Peć                  | 13.376           |        |        |        |        |        |        |
| Mitrovica            | 429              |        |        |        |        |        |        |
| Vučitrn              | 10.169           |        |        |        |        |        |        |
| ukupno               | 58.263           | 58.263 | 58.263 | 58.263 | 58.263 | 58.263 | 58.263 |

Dugogodišnja postupna kolonizacija nije ispunjavala očekivanja srpske strane. Vasa Šaletić, upravitelj Saveza agrarnih zadruga, smatrao je da Albance treba neodloživo iseliti u Tursku i da je "naseljavanje Srba među pola milijuna Albanaca bila pogreška". Kritizirajući polovične rezultate dotadašnje kolonizacije Kosova, srpski akademik i političar Vasa Čubrilović predlaže načine za rješavanje "albanskog problema" potpunim etničkim čišćenjem Kosova od Albanaca. Čubrilović je 1937. godine izradio projekt istjerivanja Albanaca za Stojadinovićevu vladu, koji su trebale provesti državne vlasti.
U cilju pritiska na Albance, beogradska vlast organizirala je paravojne formacije četnika, koje su predvodili Kosta Pećanac, Milić Krstić, Jovan Babunski, Vasilije Trbić i drugi, koji su organizirali kaznene ekspedicije vršeći nasilje, teror i organiziranu pljačku. U međuratnom radoblju (1918. – 1941.), koje je trajalo 23 godine, na Kosovu je skoro osamnaest godina bila uspostavljena vojna uprava. U vrijeme veoma teškog razdoblja za Albance pod srpskom monarhističkom upravom, Komunistička partija Jugoslavije djelovala je na Kosovu, zalažući se za autonomiju i bratsku ravnopravnost naroda Kosmeta, a protiv iseljavanju Albanaca u Tursku, oduzimanju njihove zemlje i teroru prema njima.

## Pravna regulativa i zlouporabe
Kraljevina Srbija donijela je Uredbu o naseljavanju novooslobođenih oblasti 20. veljače 1914. godine, ali njeno je provođenje ubrzo ometeno izbijanjem Prvoga svjetskog rata, već u srpnju iste godine.
Između 1918. i 1920. godine, Kosovo je stihijski naseljavano. Kolonizacija novih oblasti pravno je regulirana Uredbom o naseljavanju južnih krajeva, od 24. rujna 1920. Prema ovoj uredbi privatna svojina mogla se oduzeti radi stvaranja naseljeničkih kompleksa, ali je država morala dati u zamjenu zemlju istog boniteta u blizini oduzetog zemljišta. U praksi, to se uglavnom nije poštovalo. Oduzimajući zemlju Albancima, agrarne vlasti nisu ih upoznavale s njihovim pravima. Prilikom gradnje naseljeničkih kompleksa uglavnom se nije vodilo računa o životnim interesima albanskih seljaka: u nekim slučajevima obiteljima je sve oko kuće oduzeto, pa su radi ulaza u kuću morali prolaziti kroz naseljeničko imanje. Ovakvi slučajevi dovodili su u neugodan položaj i Albance i naseljenike. Uredba o naseljavanju južnih krajeva je, 1931. godine, pretvorena u Zakon o agrarnoj reformi i kolonizaciji, koji je pretrpio određene izmjene i dopune u lipnju 1933. godine.
Provođenje kolonizacije i agrarne reforme, koje su bile neposredno povezane, prvih je godina bilo u nadležnosti Ministarstva za agrarnu reformu. Od 1929. godine, kada to ministarstvo prestaje postojati, pa do izbijanja Drugoga svjetskog rata, 1941. godine, kolonizacija je bila u nadležnosti Ministarstva poljoprivrede. Kolonizacija i agrarna reforma imale su i socijalnu dimenziju jer je zemlja oduzimana od nekadašnjih aga i begova i dijeljena siromašnim seljacima. Otuđenje tzv. „velikog posjeda” sprovodio je sreski poglavar po odluci velikog župana, poslije čega bi država određivala otkupnu cijenu „viška” zemljišta koje bi bilo oduzeto za potrebe agrarne reforme. Bivši vlasnici često nisu bivali odgovarajuće isplaćeni, a pitanje isplate bivših vlasnika smatrano je kao teret za državni budžet, naročito u godinama Svjetske gospodarske krize.
Kako bi potakla naseljavanje, država je iz proračuna osigurala besplatan prijevoz i građevinski materijal: 1921. izdvojeno je šest milijuna dinara, a tijekom naredne fiskalne godine skoro 24 milijuna. Kolonisti su po naseljavanju oslobađani državnih poreza na tri, a od 1928. na pet godina. Uglavnom je dijeljena državna zemlja, napuštene parcele muhadžira i zemlja oduzeta od odmetnika-kačaka. Skoro četvrtinu zemlje činila su tzv. „bezvlasnička imanja” koja su muslimani trajno napustili. Samo na teritorij Agrarnog povjereništva u Peći je 1919. – 1939. bilo 9.674 ha trajno napuštenog (kačačkog) zemljišta.
Između 1918. i 1928. godine promijenilo se 23 ministra agrarne reforme, od čega su samo četvorica obišla južne oblasti. Nakon uvođenja Šestosiječanjske diktature, 1929. godine, među agrarnim povjerenicima dominirali su skoro isključivo pukovnici (Čemerikić, Dimitrijević, Branovački). Rad vrhovnog agrarnog povjerenstva bio je obilježen korupcijom. Iako je zakon nalagao da se zemlja dijeli kronološki, tj. po redoslijedu podnošenja zahtjeva, u praksi su ipak kvalitetne parcele dijeljene brže onome tko bi platio. I Savez agrarnih zadruga Južne Srbije bio je prilično prijeporna ustanova. Njen dugogodišnji upravitelj Vasa Šaletić 1936. godine predlagao je iseljavanje Albanaca u režiji Saveza, koji bi istodobno bio zadužen za otkup njihovih imanja. Pored toga što je politički zlorabljen, Savez je ubrzo postao i simbol korupcije.
Razne zloporabe i oduzimanja privatnih imanja albanskih seljaka radi naseljavanja kolonista imale su loše posljedice na odnose mještana i naseljenika, koji su dobivali zemlju oduzetu na taj način. Iz raznih dokumenata vidi se kako su agrarne vlasti protuzakonito ograničavale i oduzimale zemlju albanskih seljaka, često bez ikakve zamjene ili naknade. U najtežem položaju bili su Albanci u pograničnim oblastima prema Albaniji, gdje su vlasti nastojale naseliti što više kolonista, smatrajući kako će tako osigurati sigurnost granice. U tim su oduzimana imanja albanskih seljaka bez obzira na to mogu li njihove obitelji opstati na ono malo zemlje što im je ostavljeno.

## Posljedice
Kao posljedica dugogodišnjeg iseljavanja Albanaca i naseljevanja Srba i Crnogoraca, došlo je do značajnih izmjena u etničkoj strukturi stanovništva. Također, zbog primjene nasilnih mjera odnosi između etničkih skupina su postali jako napeti, posebno između albanskih starosjedioca i srpskih kolonista, što je imalo posljedica na produbljenje srpsko-albanskog sukoba. Nestalnost kolonističkih posjeda i neregularna podjela zemljišta doveli su do općeg osjećaja neizvjesnosti kod naseljenika na „njihovim” neubaštinjenim posjedima. Mnogi kolonisti dobivenu su zemlju nelegalno prodavali i vraćali se u rodni kraj, ili su je iznajmljivali muslimanskim veleposjednicima, čime je „poništavan jedan od glavnih ciljeva agrarne reforme i kolonizacije”. S druge strane, neki kolonisti, uglavnom crnogorski, redovito su izazivali konflikte sa starosjediocima.
Tijekom Drugoga svjetskog rata, Kosovo je pripojeno Kraljevini Albaniji, koja je bila talijanski protektorat. Brojni srpski i crnogorski kolonisti doseljeni 1920-ih i 1930-ih protjerani su nazad u Crnu Goru i Srbiju, a mnogi su i ubijeni. Krajem rata, neki od srpskih i crnogorskih kolonista protjeranih s Kosova sudjelovali su u masakru Albanaca u Baru.
Po završetku rata 1945. godine, vlasti nove Demokratske Federativne Jugoslavije svim su kolonistima zabranile povratak na Kosovo, jer su smatrani eksponentima predratne velikosrpske politike, od koje se novi režim distancirao. U ožujku 1945. godine nova federalna vlada donijela je tzv. Odluku br. 153 kojom je svim kolonistima privremeno zabranjen povratak na njihova prijašnja mjesta življenja. Nove vlasti već su početkom kolovoza 1945. godine usvojile Zakon o reviziji kolonističkih odnosa, koji je za koloniste predviđao izvjesne kompenzacije u Vojvodini, odakle su masovno iseljeni podunavski Nijemci. U rujnu iste godine oko 3.352 „bivših kolonista” dobilo je pravo povratka na Kosovo, dok je 306 naseljenika, koji su izgubili pravo povratka, preusmjereno u Vojvodinu.